# A Pian' d'Avretu
A Pian' d'Avretu és una revista literària editada per Albiana en cors i francès creada el 1991 a Porto Vecchio per Marcu Biancarelli, qui la va dirigir fins al 2005. Des del 2004 era trimestral. Es va deixar d'editar en 2009 amb el número 30.